# Клюки (Дубенський район)
Клюки́ — село в Україні, у Тараканівській сільській громаді Дубенського району Рівненської області. Населення становить 121 особа. Колишній орган місцевого самоврядування — Плосківська сільська рада. 29 жовтня 2017 року Плосківська сільська рада увійшла до складу Тараканівської сільської об’єднаної територіальної громади.

## Географія
Село розташоване між річками Іквою та Тартачкою.

## Населення

### Мова
Розподіл населення за рідною мовою за даними перепису 2001 року:
| Мова       | Кількість | Відсоток |
| ---------- | --------- | -------- |
| українська | 121       | 100%     |

## Історія
У 1906 році село Вербівської волості Дубенського повіту Волинської губернії. Відстань від повітового міста 6 верст, від волості 10, Дворів 21, мешканців 134.
7 (20) листопада 1917 року, відповідно до Третього Універсалу Української Центральної Ради, увійшло до складу Української Народної Республіки.
12 червня 2020 року, відповідно до розпорядження Кабінету Міністрів України № 722-р від «Про визначення адміністративних центрів та затвердження територій територіальних громад Рівненської області», увійшло до складу Тараканівської сільської громади.
19 липня 2020 року, в результаті адміністративно-територіальної реформи та ліквідації  Дубенського (1939—2020) району, село увійшло до складу новоутвореного Дубенського району.